# 748 Air Services
 (février 2023).
Seven Four Eight Air Services, également connue sous le nom de 748 Air Services, est une compagnie aérienne charter opérant dans le transport de passagers et de fret. Son siège social se trouve à l'aéroport Wilson de Nairobi, au Kenya.

## Histoire
La compagnie aérienne a été créée en 1995 par Ahmed Rashid Jibril, son premier directeur général. Son premier avion fut un Hawker Sidely 748 à l'origine du nom de la compagnie. L'avion a été utilisé sur une base d'affrètement pour des organisations humanitaires et de secours opérant dans les régions reculées du Soudan (dorénavant le Soudan du Sud), la Somalie, l'Afrique de l'Est et l'Afrique centrale.
La compagnie aérienne s'est développée et, à partir de 2019, exploitait douze avions.

## Flotte
La flotte 748 Air Services se compose des avions suivants (en août 2017): 
| Avion                  | En service | Commandé | Passagers | Remarques      |
| ---------------------- | ---------- | -------- | --------- | -------------- |
| Bombardier Dash 8-100  | 7          |          | 37        | (en août 2019) |
| Bombardier Dash 8-Q400 | 3          |          | 78        | (en août 2019) |
| Total                  | 12         |          |           |                |

### Avions précédemment exploités
- Aérospatiale britannique 748
- Hawker Sideley HS. 780 Andover

## Accidents et incidents
En mars 2003, un 748 Air Services Hawker Siddeley Andover, immatriculé 3C-KKB, a été endommagé de façon irréparable lorsqu'il s'est écrasé à l'aéroport de Rumbek à la suite d'une panne de moteur. En décembre 2009, un 748 Air Services British Aerospace 748-398 Srs. 2B, immatriculé 5Y-YKM, a été endommagé lors d'une sortie de piste à l'aéroport de Tonj. L'un des occupants a été tué. Une femme au sol s'est évanouie et a été légèrement blessée.
Le 17 février 2014, un 748 Air Services British Aerospace 748-371 Srs. 2B, immatriculé 5Y-HAJ, a été endommagé de manière irréparable lors d'un vol de fret d'aide humanitaire intérieure pour le compte de l'Organisation internationale pour les migrations de Djouba au Soudan du Sud à Bentiu pendant le conflit sud-soudanais . L'avion a atterri à l'aéroport de Bentiu, a dévié de la piste et a traversé un fossé, puis son aile a heurté deux véhicules en stationnement. Un membre de l'équipage de l'avion est décédé et les trois autres ont été blessés,.